# Skisprung-Grand-Prix 1999
Der Skisprung-Grand-Prix 1999 (offizielle Bezeichnung: FIS Grand Prix Skispringen 1999) war eine vom Weltskiverband FIS zwischen dem 6. August 1999 und dem 15. September 1999 ausgetragene Wettkampfserie im Skispringen. Der an fünf verschiedenen Orten in Europa und Asien ausgetragene Grand-Prix bestand aus zwei Team- und fünf Einzelwettbewerben, von denen vier in Europa und drei in Asien stattfanden. Den Sieg in der Gesamtwertung konnte der Deutsche Sven Hannawald vor dem Österreicher Andreas Goldberger und dem Finnen Janne Ahonen erringen. Der Titelverteidiger Masahiko Harada aus Japan belegte den vierten Platz. Die Nationenwertung gewann Titelverteidiger Japan vor Österreich und Deutschland.

## Ergebnisse und Wertungen

### Grand-Prix Übersicht
| Datum      | Austragungsort | Schanze                 | Bemerkung | Sieger                                                                   | Zweiter                                                                        | Dritter                                                                         |
| ---------- | -------------- | ----------------------- | --------- | ------------------------------------------------------------------------ | ------------------------------------------------------------------------------ | ------------------------------------------------------------------------------- |
| 06.08.1999 | Hinterzarten   | Adlerschanze K 95       | Team      | DeutschlandSven Hannawald Martin Schmitt Christof Duffner Hansjörg Jäkle | JapanKazuyoshi Funaki Masahiko Harada Noriaki Kasai Jin’ya Nishikata           | ÖsterreichAndreas Widhölzl Wolfgang Loitzl Andreas Goldberger Stefan Horngacher |
| 07.08.1999 | Hinterzarten   | Adlerschanze K 95       |           | Sven Hannawald                                                           | Janne Ahonen                                                                   | Andreas Goldberger                                                              |
| 14.08.1999 | Courchevel     | Tremplin du Praz K 120  |           | Andreas Widhölzl                                                         | Masahiko Harada                                                                | Andreas Goldberger                                                              |
| 22.08.1999 | Stams          | Brunnentalschanze K 105 |           | Martin Schmitt                                                           | Masahiko Harada                                                                | Andreas Goldberger                                                              |
| 11.09.1999 | Hakuba         | Hakuba-Schanzen K 120   |           | Sven Hannawald                                                           | Janne Ahonen                                                                   | Kazuyoshi Funaki                                                                |
| 12.09.1999 | Hakuba         | Hakuba-Schanzen K 120   | Team      | JapanMasahiko Harada Kazuyoshi Funaki Hideharu Miyahira Yūta Watase      | ÖsterreichWolfgang Loitzl Andreas Widhölzl Andreas Goldberger Martin Höllwarth | DeutschlandSven Hannawald Martin Schmitt Michael Uhrmann Christof Duffner       |
| 15.09.1999 | Sapporo        | Ōkurayama-Schanze K 120 |           | Andreas Widhölzl                                                         | Andreas Goldberger                                                             | Masahiko Harada                                                                 |

### Wertungen
| Rang | Name               | Punkte |
| ---- | ------------------ | ------ |
| 01.  | Sven Hannawald     | 332    |
| 02.  | Andreas Goldberger | 300    |
| 03.  | Janne Ahonen       | 291    |
| 04.  | Masahiko Harada    | 288    |
| 05.  | Andreas Widhölzl   | 271    |
| 06.  | Martin Schmitt     | 234    |
| 07.  | Kazuyoshi Funaki   | 208    |
| 08.  | Hideharu Miyahira  | 115    |
| 09.  | Tommy Ingebrigtsen | 098    |
| 10.  | Wolfgang Loitzl    | 091    |
| 11.  | Bruno Reuteler     | 089    |
| 12.  | Nicolas Dessum     | 088    |
| 13.  | Christof Duffner   | 081    |
| 14.  | Sylvain Freiholz   | 071    |
| 15.  | Martin Höllwarth   | 066    |
| 16.  | Stefan Horngacher  | 055    |
| 17.  | Pekka Salminen     | 054    |
| 18.  | Masayuki Satō      | 051    |
| 19.  | Yūta Watase        | 042    |

| Rang | Name                     | Punkte |
| ---- | ------------------------ | ------ |
|      | Ville Kantee             | 042    |
| 21.  | Takanobu Okabe           | 040    |
|      | Reinhard Schwarzenberger | 040    |
| 23.  | Kazuya Yoshioka          | 039    |
|      | Michael Uhrmann          | 039    |
| 25.  | Noriaki Kasai            | 038    |
|      | Peter Žonta              | 038    |
| 27.  | Kazuhiro Nakamura        | 037    |
|      | Jani Soininen            | 037    |
| 29.  | Morten Solem             | 035    |
|      | Mika Laitinen            | 035    |
| 31.  | Michal Doležal           | 034    |
| 32.  | Roland Audenrieth        | 033    |
| 33.  | Gerd Siegmund            | 032    |
| 34.  | Jussi Hautamäki          | 030    |
| 35.  | Damjan Fras              | 028    |
| 36.  | Jakub Sucháček           | 027    |
| 37.  | Simon Ammann             | 025    |
| 38.  | Roar Ljøkelsøy           | 018    |

| Rang | Name                  | Punkte |
| ---- | --------------------- | ------ |
|      | Hansjörg Jäkle        | 018    |
| 40.  | Blaž Vrhovnik         | 013    |
|      | Primož Peterka        | 013    |
|      | Lucas Chevalier-Girod | 013    |
|      | Olav Magne Dønnem     | 013    |
| 44.  | Dmitri Wassiljew      | 08     |
| 45.  | Hiroya Saitō          | 07     |
| 46.  | Jin’ya Nishikata      | 06     |
| 47.  | Lasse Ottesen         | 05     |
| 48.  | Martin Koch           | 04     |
|      | Primož Urh-Zupan      | 04     |
|      | Roberto Cecon         | 04     |
| 51.  | Choi Heung-chul       | 03     |
|      | Ivan Lunardi          | 03     |
|      | Ronny Hornschuh       | 03     |
| 54.  | Adam Małysz           | 02     |
|      | Risto Jussilainen     | 02     |
|      | Henning Stensrud      | 02     |

| Endstand nach 7 Springen |             |        |
| \| Rang \| Land \| Punkte \| \| ---- \| ----------- \| ------ \| \| 01. \| Japan \| 1231 \| \| 02. \| Österreich \| 1107 \| \| 03. \| Deutschland \| 1092 \| \| 04. \| Finnland \| 0691 \| \| 05. \| Schweiz \| 0365 \| \| 06. \| Slowenien \| 0256 \| \| 07. \| Norwegen \| 0171 \| \| 08. \| Frankreich \| 0101 \| \| 09. \| Tschechien \| 061 \| \| 10. \| Russland \| 08 \| \| 11. \| Italien \| 07 \| \| 12. \| Südkorea \| 03 \| \| 13. \| Polen \| 02 \| |             |        |
| Rang | Land        | Punkte |
| 01. | Japan       | 1231   |
| 02. | Österreich  | 1107   |
| 03. | Deutschland | 1092   |
| 04. | Finnland    | 0691   |
| 05. | Schweiz     | 0365   |
| 06. | Slowenien   | 0256   |
| 07. | Norwegen    | 0171   |
| 08. | Frankreich  | 0101   |
| 09. | Tschechien  | 061    |
| 10. | Russland    | 08     |
| 11. | Italien     | 07     |
| 12. | Südkorea    | 03     |
| 13. | Polen       | 02     |